# Megalopsallus marmoratus
Megalopsallus marmoratus är en insektsart som beskrevs av Knight 1968. Megalopsallus marmoratus ingår i släktet Megalopsallus och familjen ängsskinnbaggar. Inga underarter finns listade i Catalogue of Life.